# Auchiguer
Auchiguer (en russe : Аушиге́р, en kabarde : Аушыджэр, Дыгъужьыкъуей) est un village du raïon du Tcherek de la Kabardino-Balkarie, en Russie. Sa population s'élevait à 5 122 habitants en 2023.

## Géographie
Auchiguer est située dans la république de Kabardino-Balkarie, un sujet de Ciscaucasie de la Russie. Le village se trouve dans le district fédéral du Caucase du Nord. Auchiguer est l'une des localités du raïon du Tcherek, une subdivision de la république dont le centre administratif est le village de Kachkhataou. Le village forme l'établissement rural de Auchiguer, une municipalité dont il est la seule localité.

## Démographie
Recensements (*) et estimations de la population:
| 2002 * | 2010* | 2021* | 2023  | - |
| ------ | ----- | ----- | ----- | - |
| 4 811  | 4 807 | 5 105 | 5 122 | - |